# Jurij Bałaszow
Jurij Siergiejewicz Bałaszow, ros. Юрий Сергеевич Балашов (ur. 12 marca 1949 w Szadrinsku) – rosyjski szachista i trener szachowy, arcymistrz od 1973 roku.

## Kariera szachowa
W roku 1970 zdobył tytuł mistrza Moskwy. W połowie lat 70. awansował do szerokiej światowej czołówki, do której zaliczany był do pierwszych lat 80. Wielokrotnie startował w finałach mistrzostw Związku Radzieckiego, najlepszy wynik (II miejsce za Anatolijem Karpowem) notując w roku 1976 w Moskwie. Czterokrotnie wystąpił w turniejach międzystrefowych (eliminacji mistrzostw świata): Manila (1976) – IX miejsce, Rio de Janeiro (1979) – VII, Toluca (1982) – IX oraz Taxco de Alarcón (1985) – XVI. W roku 1980 wystąpił w drużynie Związku Radzieckiego na szachowej olimpiadzie w Valletcie, zdobywając dwa złote medale: wraz z drużyną oraz za najlepszy wynik indywidualny na V szachownicy. Był również czterokrotny złotym medalistą drużynowych mistrzostw Europy, które zdobył w latach 1970, 1973, 1977 i 1980.
Odniósł wiele turniejowych sukcesów, zwyciężając m.in. w Halle (1976), Lone Pine (1977, wraz z Dragutinem Sahoviciem, Oscarem Panno i Noną Gaprindaszwili), Monachium (1979), Wijk aan Zee (1982, wraz z Johnem Nunnem), Helsinkach (1984), Dortmundzie (1987), Berlinie (turniej Berliner Sommer, 1988) oraz Warszawie (1990).
W 2014 r. zdobył w Katerini srebrny medal mistrzostw świata seniorów (w kategorii powyżej 65 lat).
W 1981 r. był sekundantem Anatolija Karpowa podczas meczu o mistrzostwo świata przeciwko Wiktorowi Korcznojowi, natomiast w 1992 r. znajdował się w zespole Borysa Spasskiego w czasie jego drugiego pojedynku z Bobby Fischerem.
Najwyższy ranking w karierze osiągnął 1 stycznia 1979 r., z wynikiem 2600 punktów dzielił wówczas 11–12. miejsce (wspólnie z Vlastimilem Hortem) na światowej liście FIDE.

## Odznaczenia
W 1981 r. został odznaczony Orderem Przyjaźni Narodów.